# Teano
 Teano  város (közigazgatásilag comune) Olaszország Campania régiójában, Caserta megyében. A város a Teano-Calvi egyházmegye püspöki székhelye.

## Fekvése
A megye központi részén fekszik, Caserta városától 30 km-re északnyugati irányban. Határai: Caianello, Calvi Risorta, Carinola, Francolise, Riardo, Roccamonfina, Rocchetta e Croce, Sessa Aurunca és Vairano Patenora.

## Története
Az ősi Teanum Sidicinum a sidicinusok (oszk törzs) legfontosabb települése volt. Rómának i. e. 334 körül hódolt be, hadserege pedig beolvadt a rómaiak campaniai seregébe. Teanum saját pénzverési joggal rendelkezett Suessához hasonlóan. A város úgy a pun, mint a polgárháborúkban Róma hű szövetségese maradt. 
A 4. században püspöki székhely lett, majd később a Beneventói Hercegség része. A Monte Cassinó-i bencés apátság 883-as elpusztítása után, bencés szerzetesek telepedtek meg Teanóban. Első írásos említése 963-ból származik. A következő századokban nemesi birtok volt. A 19. században nyerte el önállóságát, amikor a Nápolyi Királyságban felszámolták a feudalizmust.

### Ateanói kézfogás
Teano volt a színhelye az 1860. október 26-i híres találkozónak Giuseppe Garibaldi és II. Viktor Emánuel, szárd-piemonti királlyal. Miután Garibaldinak sikerült meghódítani Két Szicília Királyságát, az érkező szárd-piemonti királyt úgy üdvözölte, mint Olaszország királyát, ezzel a gesztussal Garibaldi feláldozta köztársaságpárti eszméit az egységes Olaszország megalakításáért egy közös uralkodó alatt. Az a találkozó az egyik leggyakrabban ábrázolt olasz hazafias téma.

## Népessége
A népesség számának alakulása:

## Főbb látnivalói
- A római kori régészeti leletek közül a legjelentősebb egy i. e. 2 századi színház, valamint a thermák (Le Caldarelle) és egy ókeresztény sírkamra a három királyt ábrázoló freskóval.
- A katedrális (duomo) 1050-1116 között épült a római város anyagaiból.
- A kastélya (castello) a 15. században épült,  később börtönné alakították.
- A Loggione, a velencei loggiákhoz hasonlóan gótikus stílusban épült a thermák fölé.
- A San Pietro in Aquariis egy 14. századi templom, amely egy ókereszténny bazilika helyén épült fel. Az utóbbi restaurálások során értékes bizánci freskók kerültek elő.
- A San Paride ad Fontem-templom egy római ciszterna helyén épült a 4. században.